# Battaglia di Condore
La battaglia di Condore, ebbe luogo il 9 dicembre 1758 vicino a Machilipatnam durante la guerra dei sette anni. Le forze anglo-indiane al comando del colonnello Francis Forde attaccarono e sconfissero un gruppo di militari francesi, di simili dimensioni, al comando di Hubert de Brienne impadronendosi di tutta l'artiglieria e di tutti i rifornimenti. La decisiva vittoria britannica consentì agli inglesi di assediare Masulipatam che venne espugnata il 25 gennaio 1759.